# Forever Autumn
"Forever Autumn" is een nummer van de Britse muzikant Jeff Wayne en zanger Justin Hayward. Het nummer verscheen op Wayne's debuutalbum Jeff Wayne's Musical Version of The War of the Worlds uit 1978. Dat jaar werd het nummer uitgebracht als de tweede single van het album.

## Achtergrond
"Forever Autumn" is geschreven door Wayne, Gary Osborne en Paul Vigrass. Wayne schreef de oorspronkelijke melodie in 1969 als jingle voor een commercial van LEGO. De uitvoerders van de jingle, het zangduo Vigrass and Osborne, schreven een tekst bij het nummer en namen het op voor hun album Queues uit 1972. Hun versie werd een groot succes in Japan, waar het tot de tweede plaats in de hitlijsten kwam.
De bekendste uitvoering van "Forever Autumn" is uitgebracht als het vierde nummer op Wayne's conceptalbum, gebaseerd op de roman The War of the Worlds van H.G. Wells. Acteur Richard Burton spreekt de stem in van de verteller van het verhaal, een journalist, terwijl The Moody Blues-vocalist Justin Hayward de zang voor zijn rekening neemt. Wayne wilde een liefdeslied op het album hebben dat klonk als "Forever Autumn", en besloot om het nummer zelf te gebruiken. Wayne koos Hayward als zanger omdat hij "die stem van "Nights in White Satin"" wilde.
De versie van "Forever Autumn" door Wayne en Hayward werd een grote hit in het Verenigd Koninkrijk, waar het tot de vijfde plaats kwam. In de Verenigde Staten bleef het steken op plaats 47. In Nederland werd het, in navolging van de top 3-hit "The Eve of the War", ook een succes; het kwam tot plaats 22 in de Top 40 en plaats 35 in de Nationale Hitparade.
"Forever Autumn" werd gecoverd door een aantal artiesten, waaronder Acker Bilk, Paul Brett en Ed Starink. In 2012 verscheen een nieuwe versie van het conceptalbum van Wayne onder de titel Jeff Wayne's Musical Version of The War of the Worlds – The New Generation, waarop dit nummer werd gezongen door Gary Barlow.

## Hitnoteringen

### Nederlandse Top 40
| Hitnotering: 04-11-1978 t/m 02-12-1978 | Hitnotering: 04-11-1978 t/m 02-12-1978 | Hitnotering: 04-11-1978 t/m 02-12-1978 | Hitnotering: 04-11-1978 t/m 02-12-1978 | Hitnotering: 04-11-1978 t/m 02-12-1978 | Hitnotering: 04-11-1978 t/m 02-12-1978 | Hitnotering: 04-11-1978 t/m 02-12-1978 |
| Week                                   | 1                                      | 2                                      | 3                                      | 4                                      | 5                                      |                                        |
| -------------------------------------- | -------------------------------------- | -------------------------------------- | -------------------------------------- | -------------------------------------- | -------------------------------------- | -------------------------------------- |
| Positie                                | 29                                     | 23                                     | 22                                     | 30                                     | 39                                     | uit                                    |

### Nationale Hitparade
| Hitnotering: 28-10-1978 t/m 25-11-1978 | Hitnotering: 28-10-1978 t/m 25-11-1978 | Hitnotering: 28-10-1978 t/m 25-11-1978 | Hitnotering: 28-10-1978 t/m 25-11-1978 | Hitnotering: 28-10-1978 t/m 25-11-1978 | Hitnotering: 28-10-1978 t/m 25-11-1978 | Hitnotering: 28-10-1978 t/m 25-11-1978 |
| Week                                   | 1                                      | 2                                      | 3                                      | 4                                      | 5                                      |                                        |
| -------------------------------------- | -------------------------------------- | -------------------------------------- | -------------------------------------- | -------------------------------------- | -------------------------------------- | -------------------------------------- |
| Positie                                | 47                                     | 37                                     | 43                                     | 35                                     | 42                                     | uit                                    |

### NPO Radio 2 Top 2000
| Nummer met noteringen in de NPO Radio 2 Top 2000 | '03  | '04  | '05  | '06  | '07  | '08  | '09  | '10 | '11  | '12 | '13 | '14 | '15  | '16  | '17  | '18  | '19  | '20  | '21  | '22  | '23  | '24  |
| ------------------------------------------------ | ---- | ---- | ---- | ---- | ---- | ---- | ---- | --- | ---- | --- | --- | --- | ---- | ---- | ---- | ---- | ---- | ---- | ---- | ---- | ---- | ---- |
| Forever Autumn                                   | 1391 | 1233 | 1213 | 1189 | 1450 | 1374 | 1080 | 971 | 1179 | 758 | 689 | 800 | 1106 | 1579 | 1474 | 1605 | 1437 | 1637 | 1624 | 1655 | 1698 | 1517 |

1. ↑  Een vetgedrukt getal geeft de hoogste notering aan.
2. ↑  2003 was het eerste jaar met een notering voor dit nummer.